# John Blackley
John Henderson Blackley (Westquarter, 12 maggio 1948) è un ex calciatore e allenatore di calcio scozzese, di ruolo difensore.

## Palmarès

### Giocatore

#### Competizioni nazionali
- Coppa di Lega scozzese: 1

Hibernian: 1970-1971